# Yucca pallida
Yucca pallida (englischer Trivialname: Pale Leaf-Yucca) ist eine Pflanzenart der Gattung der Palmlilien (Yucca) in der Familie der Spargelgewächse (Asparagaceae).

## Beschreibung
Yucca pallida wächst solitär und stammlos oder bildet kleine Gruppen. Die variablen blauen bis graugrünen Laubblätter sind 20 bis 35 cm lang, 1 bis 1,5 cm und an der Basis bis 3 cm breit. Sie sind wie alle Vertreter der Sektion Chaenocarpa Serie Rupicolae an den Blatträndern fein gezahnt.
Der über den Blättern beginnende, verzweigte Blütenstand wird 1 bis 3 Meter hoch. Die hängenden, glockigen, weißen bis cremefarbenen Blüten weisen eine Länge von 5 bis 6,5 cm und einen Durchmesser von 2 bis 3,5 cm auf. Die Blütezeit reicht von April bis Juni.

## Vorkommen und Systematik
Yucca pallida ist verwandt mit Yucca rupicola, einem weiteren Vertreter der Sektion Chaenocarpa Serie Rupicolae. Jedoch ist sie deutlich zu unterscheiden durch die einmaligen, gedrehten Blätter.
Yucca pallida ist in Mitteleuropa, Deutschland, Mannheim frosthart bis −20 °C. Erstaunlicherweise ist sie eine der härtesten Yuccas in Mitteleuropa, obwohl in dem Verbreitungsgebiet in Texas kaum Frost vorkommt.
Der botanische Name pallida bezieht sich auf die eher blasse Färbung der Blätter.
Yucca pallida ist in der „Blackland-Prärie“ in Texas in kalkhaltigen, steinigen Böden und in Grasland in Höhenlagen zwischen 200 und 300 m verbreitet. Diese Art wächst oft vergesellschaftet mit verschiedenen Kakteen-Arten.
Die Erstbeschreibung durch Susan Adams McKelvey unter dem Namen Yucca pallida ist 1947 veröffentlicht worden.

## Bilder
Yucca pallida in Texas:

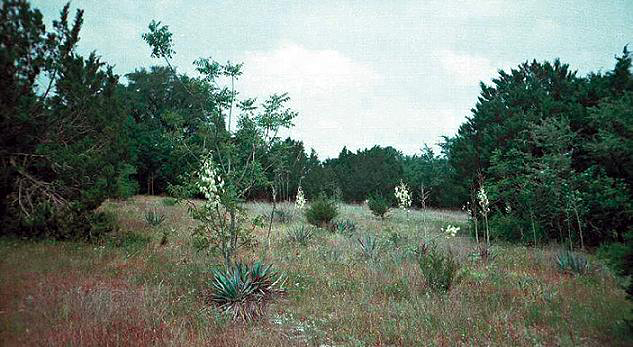
Im Grasland
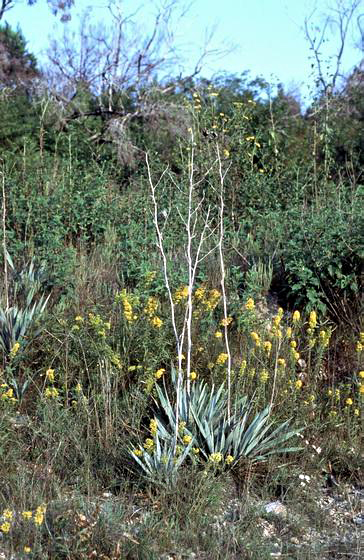
Ende September